# پارک ایالتی ایسکی‌گوآلاستو
پارک ایالتی ایسکی‌گوآلاستو  که همچنین واله د لا لونا یا دره ماه نیز نامیده می‌شود، یک منطقه حفاظت شده در ایالت سن خوآن در شمال غربی آرژانتین، محدود به شمال با پارک ملی تالامپایا، است، این پارک با مساحت ۶۰۳۷۰ هکتار در سال ۲۰۰۰ در فهرست میراث جهانی یونسکو به ثبت رسید.